# 장바티스트 클레베르

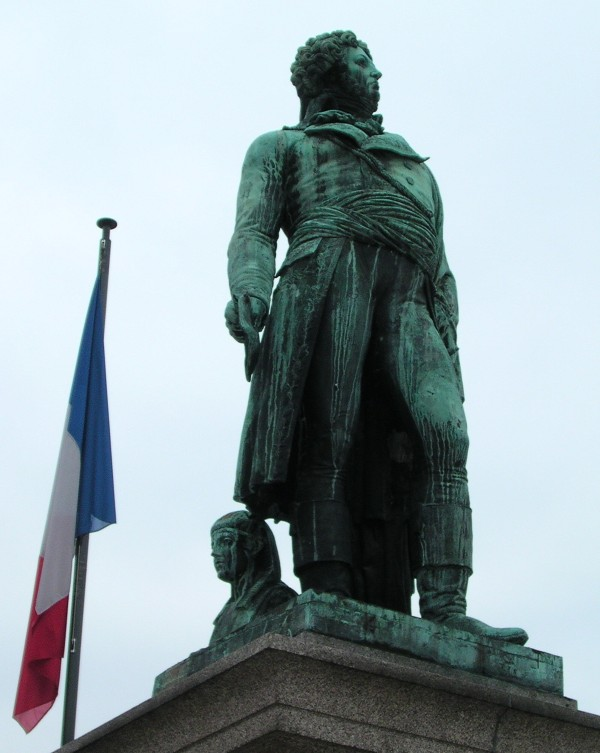
장바티스트 클레베르의 동상

장바티스트 클레베르(프랑스어: Jean-Baptiste Kléber, 1753년 12월 6일, 프랑스 스트라스부르 ~ 1800년 8월 14일, 이집트 카이로)는 프랑스 혁명기의 장군이다.
석공의 아들로 태어나 1776년 ~ 1782년에 오스트리아 육군에 입대해 장교로 복무했다가 1789년 프랑스 혁명으로 국민방위군에 들어갔다. 1793년 4월 ~ 7월에 오스트리아군에 맞서 마인츠를 방어했다. 1793년 8월에 그 결과로 장군이 되어 방데에서 일어난 로마 가톨릭 반란을 진압하는 임무를 맡아 10월 17일 숄례 전투에서 반란군에게 참패를 안겨주고 12월 13일 르망 전투, 12월 23일에는 사브네 전투에서 반란군을 궤멸시켰다.
1794년 4월에는 모젤 주둔군 장바티스트 주르당과 합류하기 위해 플뢰뤼스 전투에서 승리했다. 1798년에는 나폴레옹의 이집트 침공 사단장으로 임명되어 7월 1일 ~ 7월 2일에 이집트 알렉산드리아에서 부상을 당했으나 몇 개월 동안 알렉산드리아 총독으로 남아 있다가 1799년 4월 16일 타보르 산 전투에서 투르크군을 몰아냈다.
1800년 1월 영국 해군 제독 허레이쇼 넬슨과 평화 협정을 체결하고 3월 20일 헬리오폴리스(현재 카이로 근처)에서 투르크군을 물리치고 4월 21일에 카이로를 다시 장악했으나 6월에 한 이슬람교 광신도에게 암살당했다.

## 같이 보기
- 개선문에 새겨진 이름들